# LIM2
LIM2 (англ. Lens intrinsic membrane protein 2) – білок, який кодується однойменним геном, розташованим у людей на короткому плечі 19-ї хромосоми. Довжина поліпептидного ланцюга білка становить 173 амінокислот, а молекулярна маса — 19 674.
| 10         |  | 20         |  | 30         |  | 40         |  | 50         |
| ---------- |  | ---------- |  | ---------- |  | ---------- |  | ---------- |
| MYSFMGGGLF |  | CAWVGTILLV |  | VAMATDHWMQ |  | YRLSGSFAHQ |  | GLWRYCLGNK |
| CYLQTDSIAY |  | WNATRAFMIL |  | SALCAISGII |  | MGIMAFAHQP |  | TFSRISRPFS |
| AGIMFFSSTL |  | FVVLALAIYT |  | GVTVSFLGRR |  | FGDWRFSWSY |  | ILGWVAVLMT |
| FFAGIFYMCA |  | YRVHECRRLS |  | TPR        |  |            |  |            |

A: Аланін

C: Цистеїн

D: Аспарагінова кислота

E: Глутамінова кислота

F: Фенілаланін

G: Гліцин

H: Гістидин

I: Ізолейцин

K: Лізин

L: Лейцин

M: Метіонін

N: Аспарагін

P: Пролін

Q: Глутамін

R: Аргінін

S: Серин

T: Треонін

V: Валін

W: Триптофан

Кодований геном білок за функцією належить до фосфопротеїнів. 
Задіяний у такому біологічному процесі, як альтернативний сплайсинг. 
Локалізований у мембрані.